# Chomoutov
Chomoutov (německy Komotau) je historická obec, nyní městská čtvrť a katastrální území statutárního města Olomouce, kde žije asi 1 tisíc obyvatel. Leží cca 5 km severně od centra města.

## Název
Na vesnici bylo přeneseno původní pojmenování jejích obyvatel Chomútovici, které bylo odvozeno od osobního jména Chomút a znamenalo „Chomútovi lidé“. Počátkem 14. století došlo ke změně přípony na Chomútov (taková změna je ze stejné doby doložena i odjinud), třebaže starší podoba Chomútovice se ještě nějaký čas používala souběžně (doklad z roku 1536). Německé jméno vzniklo z českého.

## Historie
Chomoutov se připomíná poprvé v roce 1078 (Chomutowiczi) jako majetek kláštera Hradisko. Šlo o nevelkou osadu, většinu jejího území tvořil lužní les. Klášter zde v 16. století založil tři rybníky, z nějž získával ryby. Po zrušení kláštera v roce 1783 jeho majetek převzal náboženský fond a od něj Chomoutov v roce 1824 koupil hrabě Filip Ludvík Saint Genois. Ne na dlouho, v roce 1850 se Chomoutov stal samostatnou politickou obcí, místní velkostatek ale stále patřil rodu Saint Genois, kteří vykáceli téměř celý původní les, později byl v majetku Lichtenštejnů. Farností místní obyvatelé spadali pod sousední Horku nad Moravou, v Chomoutově byla v roce 1835 postavena jen kaplička Navštívení Panny Marie.
Silné vazby s touto obcí posilovalo také to, že v Horce byla četnická stanice, pošta, železnice a až do roku 1872 také škola pro chomoutovské děti. Chomoutov z Horky získával i elektrický proud a obě obce měly několik společných spolků, např. Orel, naopak v roce 1886 došlo k založení místního hasičského spolku. Vzhledem k existenci silného velkostatku řada zdejších občanů hledala práci jinde, např. v hutích ve Štěpánově či v řepčínských železárnách, což vedlo k silné pozici socialistických stran. Po vzniku republiky také mnoho Chomoutovských (44 %) opustilo římskokatolickou církev a vstoupilo do nově založené Církve československé, přičemž její farní úřad byl od roku 1934 opět v Horce.
Chomoutov byl i přes to k 1. červenci 1974 sloučen s Olomoucí, která se již dříve vzhledem k nebezpečí záplav o zdejší území zajímala a např. v letech 1909–1913 se podílela na regulaci toku řek Moravy a Oskavy, účastnila se budování stavidel, prokopání spojovacího kanálu s Mlýnským potokem apod. Místní jezero, postupně vzniklé na místě dřívější těžby písku, bylo v roce 1973 vyhlášeno přírodní rezervací. Roku 1997 zasáhly celou čtvrť rozsáhlé povodně. Roku 2024 při bleskové povodni byl Chomoutov jedinou zasaženou částí Olomouce.
| Rok      | 1869 | 1880 | 1890 | 1900 | 1910 | 1921 | 1930 |
| -------- | ---- | ---- | ---- | ---- | ---- | ---- | ---- |
| Obyvatel | 326  | 332  | 425  | 488  | 500  | 601  | 836  |
| Domů     | 45   | 53   | 59   | 72   | 76   | 86   | 141  |
| Rok      | 1950 | 1961 | 1970 | 1980 | 1991 | 2001 | 2011 |
| Obyvatel | 792  | 900  | 890  | 882  | 777  | 933  | 1007 |
| Domů     | 180  | 207  | 219  | 233  | 251  | 293  | 335  |

1. ↑  Z toho 824 osob národnosti československé, 8 německé a 4 ostatních.[11]

## Zajímavosti
- Chomoutovské jezero (160 ha)
- kaplička Nanebevzetí Panny Marie
- Chomoutovský dub
- pivovar Chomout
- Los vesinos

## Služby a sport
V městské části se nachází zubní ordinace, pekařství, knihovna, zahradnictví, kadeřnictví a manikúra. V centrální části Chomoutova byl v roce 2022 vybudován nový park s altánem a prostory pro konání společenských akcí. V budově hasičské zbrojnice se konají pravidelné lekce jógy a cvičení. Fotbalový klub TJ Sokol Chomoutov založen v roce 1931, hraje od sezony 2018/19 v 1.A třídě Olomouckého kraje. 

## Kultura

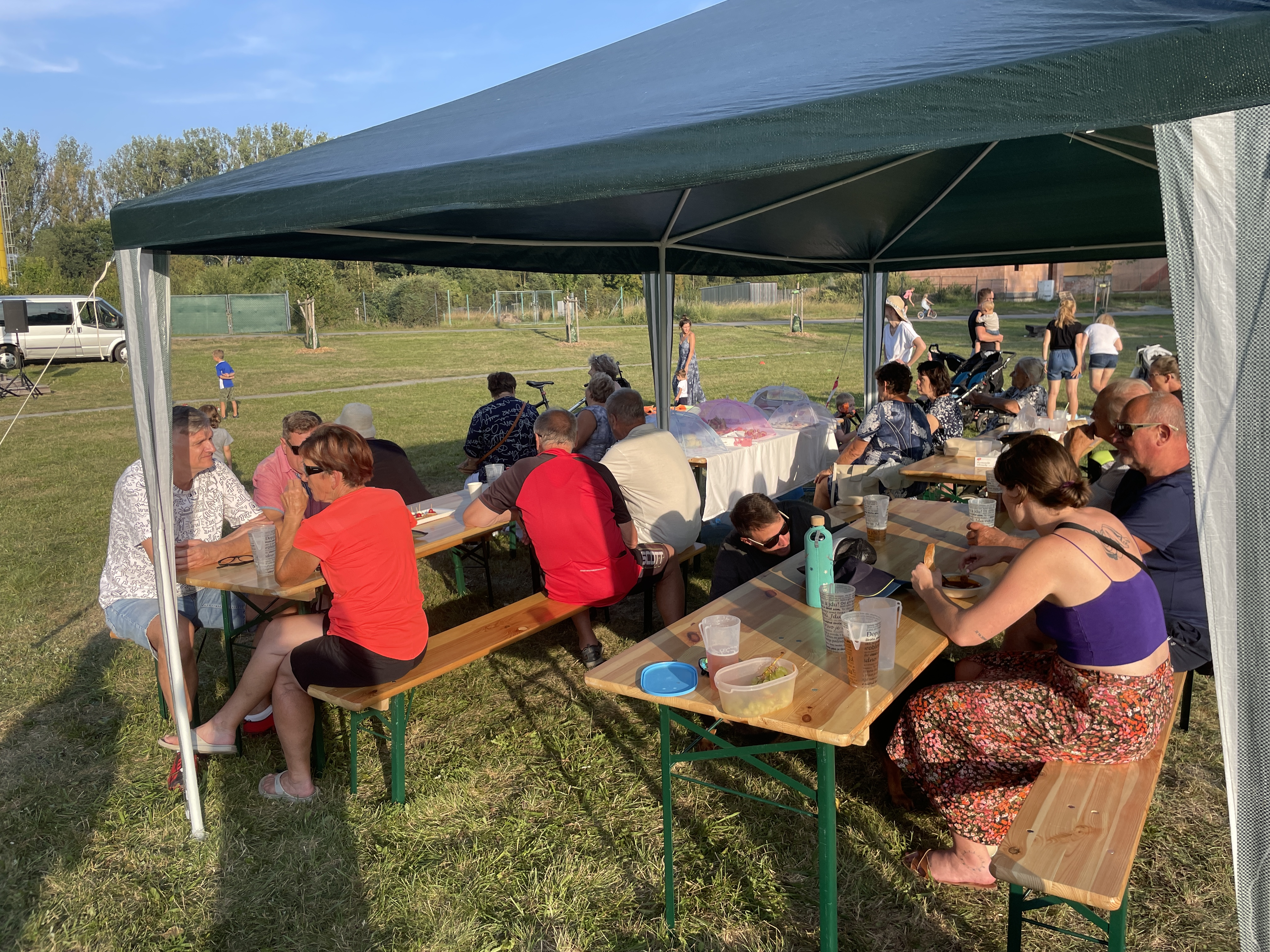
Sousedská slavnost v roce 2024

V Chomoutově působí od roku 2018 spolek Los Vesinos, který stojí mimo jiné za kultivací parku Koperník. Spolek rovněž od roku 2023 pořádá na konci srpna sousedskou slavnost pro místní obyvatele s bohatým kulturním programem.

## Doprava
Chomoutovem prochází silnice II/446.
Spojení hromadnou dopravou zajišťuje autobusová linka DPMO č. 20 a příměstská linka č. 364.

## Fotogalerie

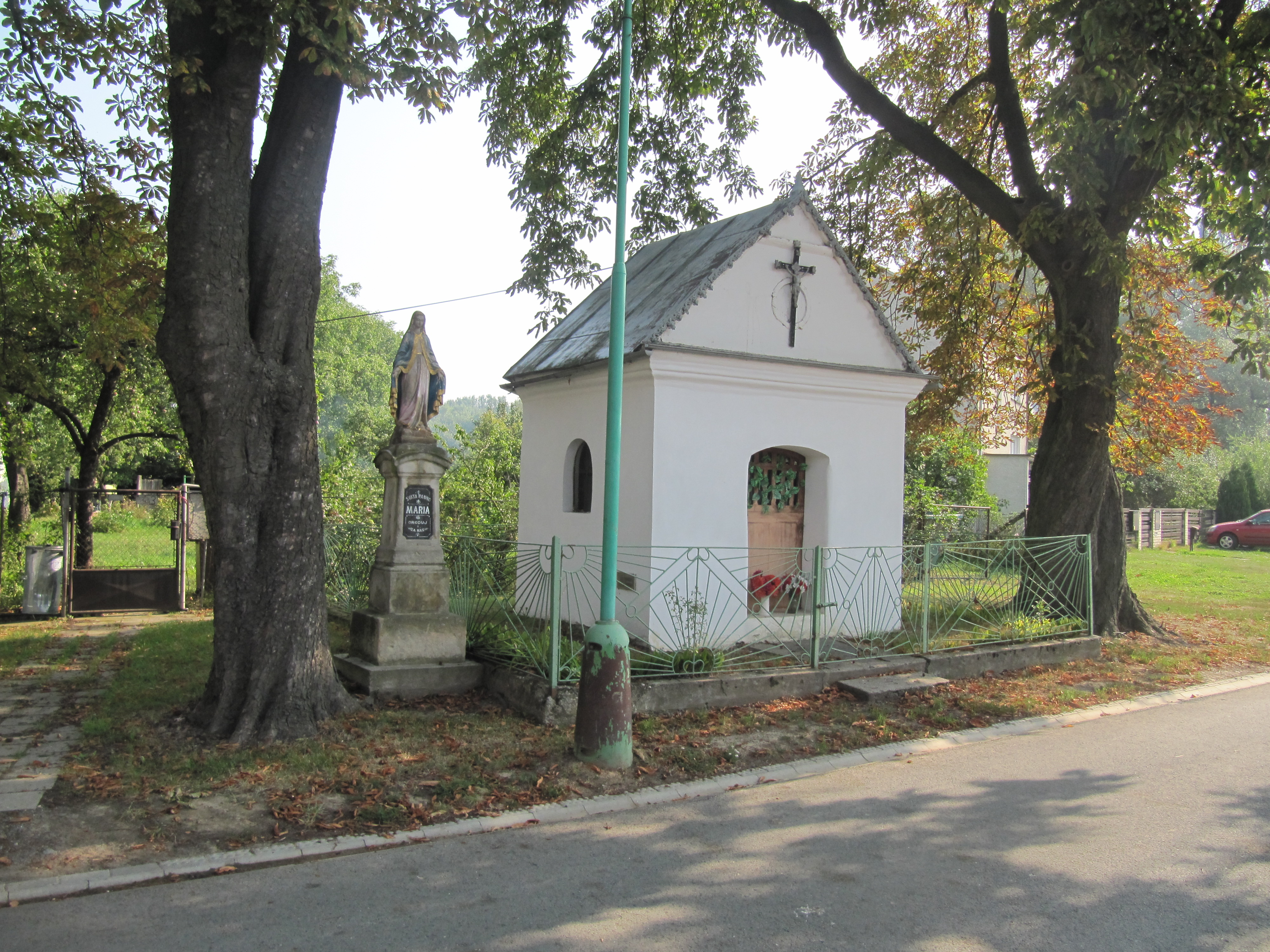
Kaplička
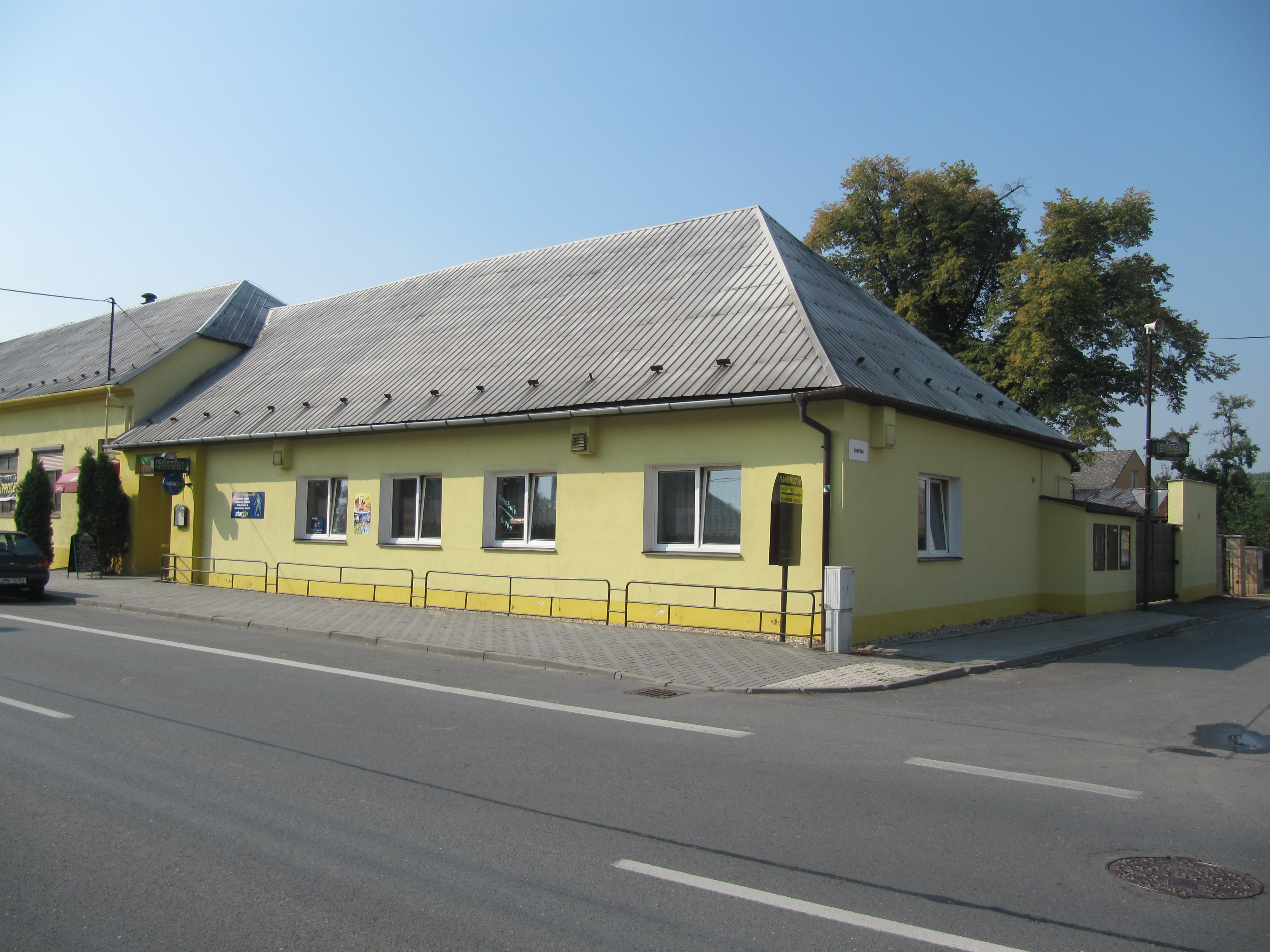
Hospoda
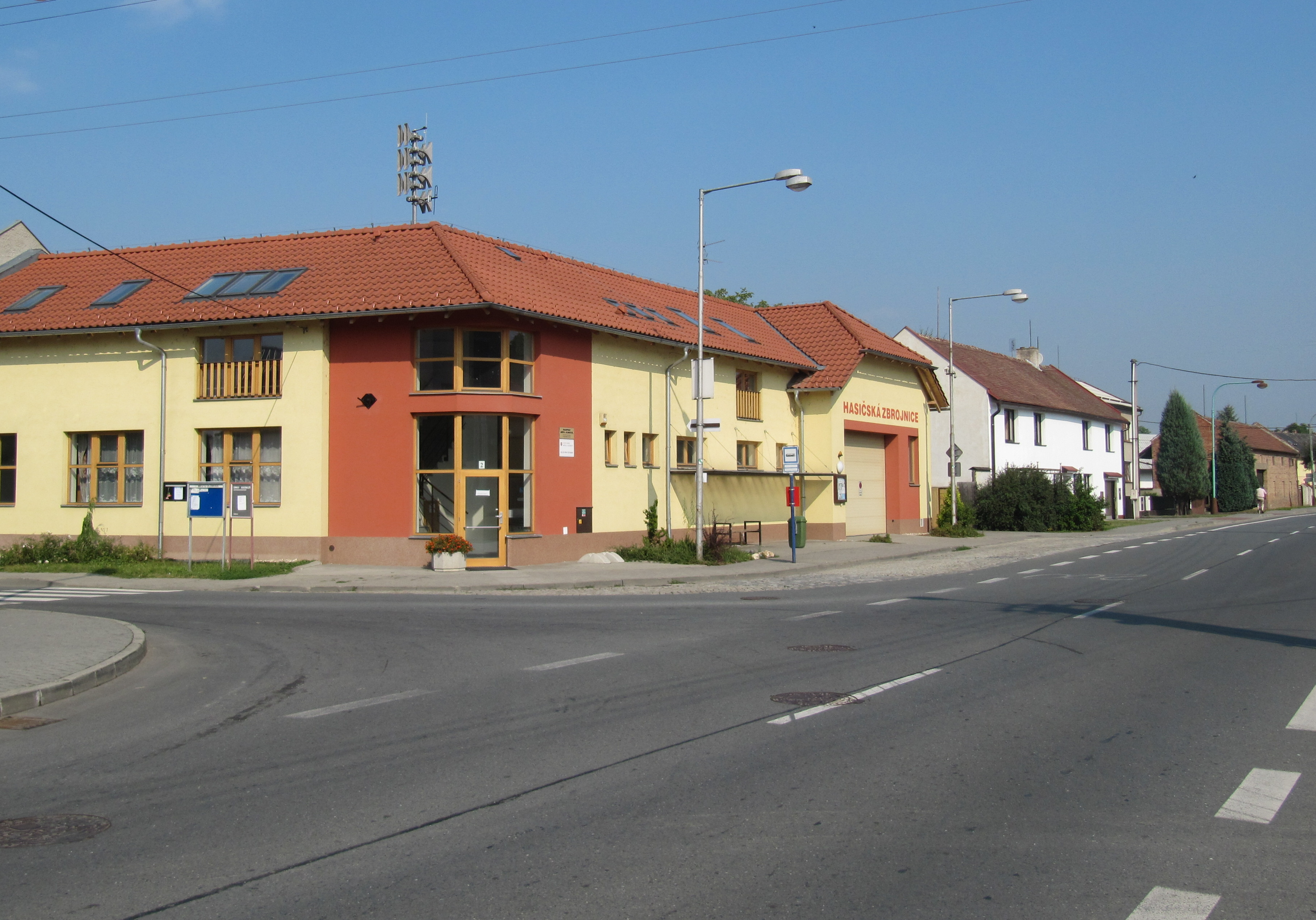
Hasičská zbrojnice
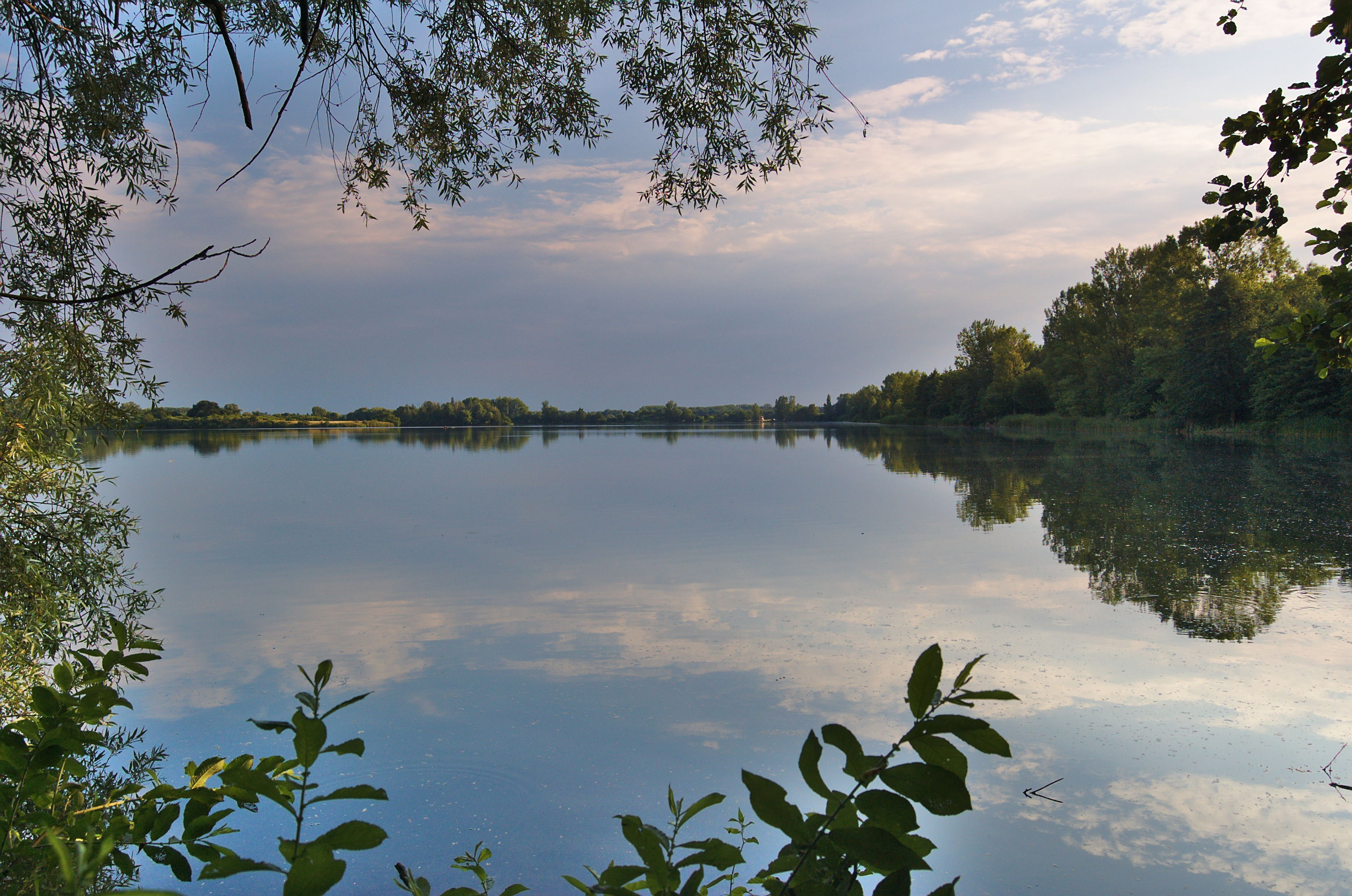
Chomoutovské jezero
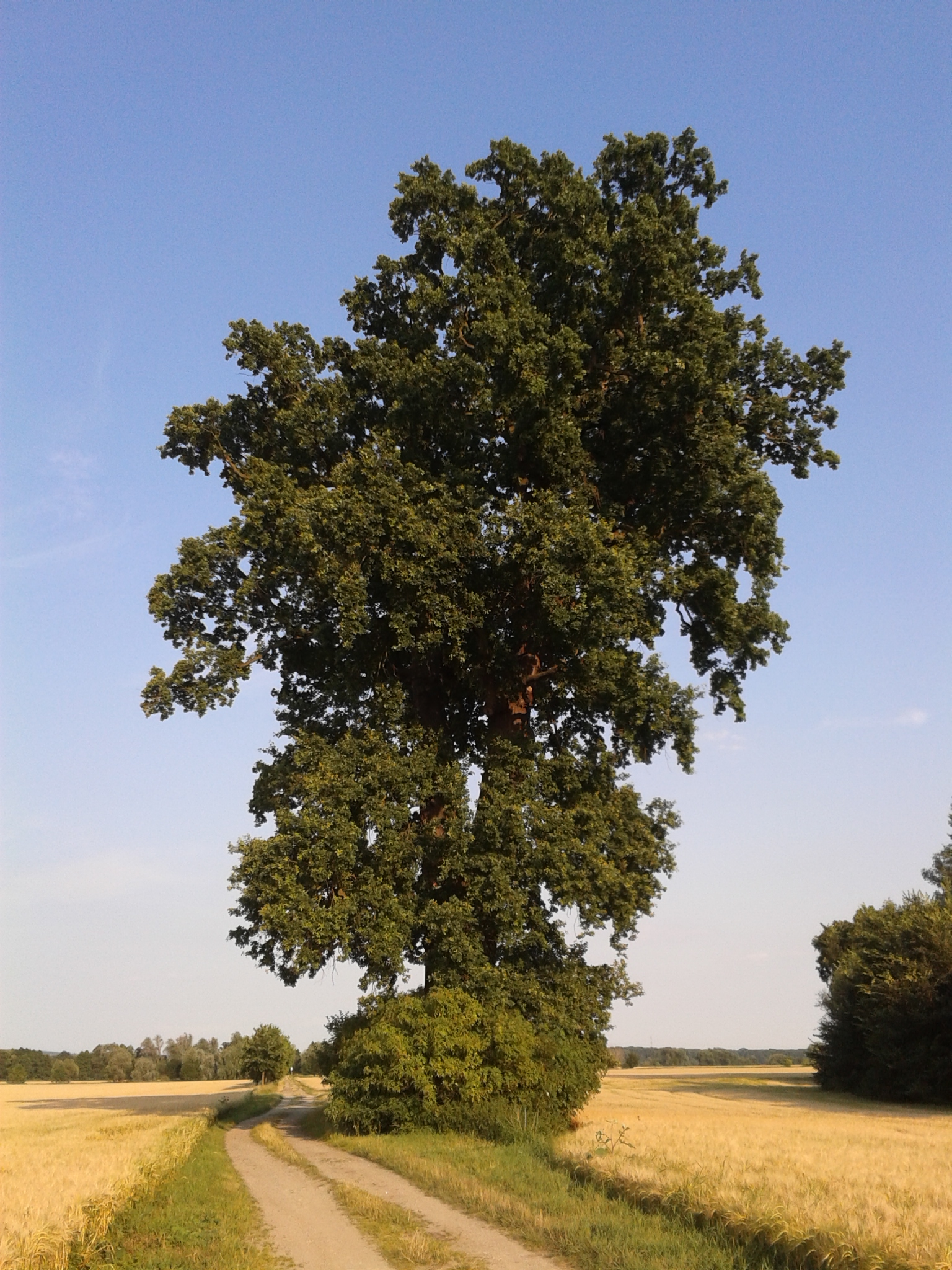
Chomoutovský dub
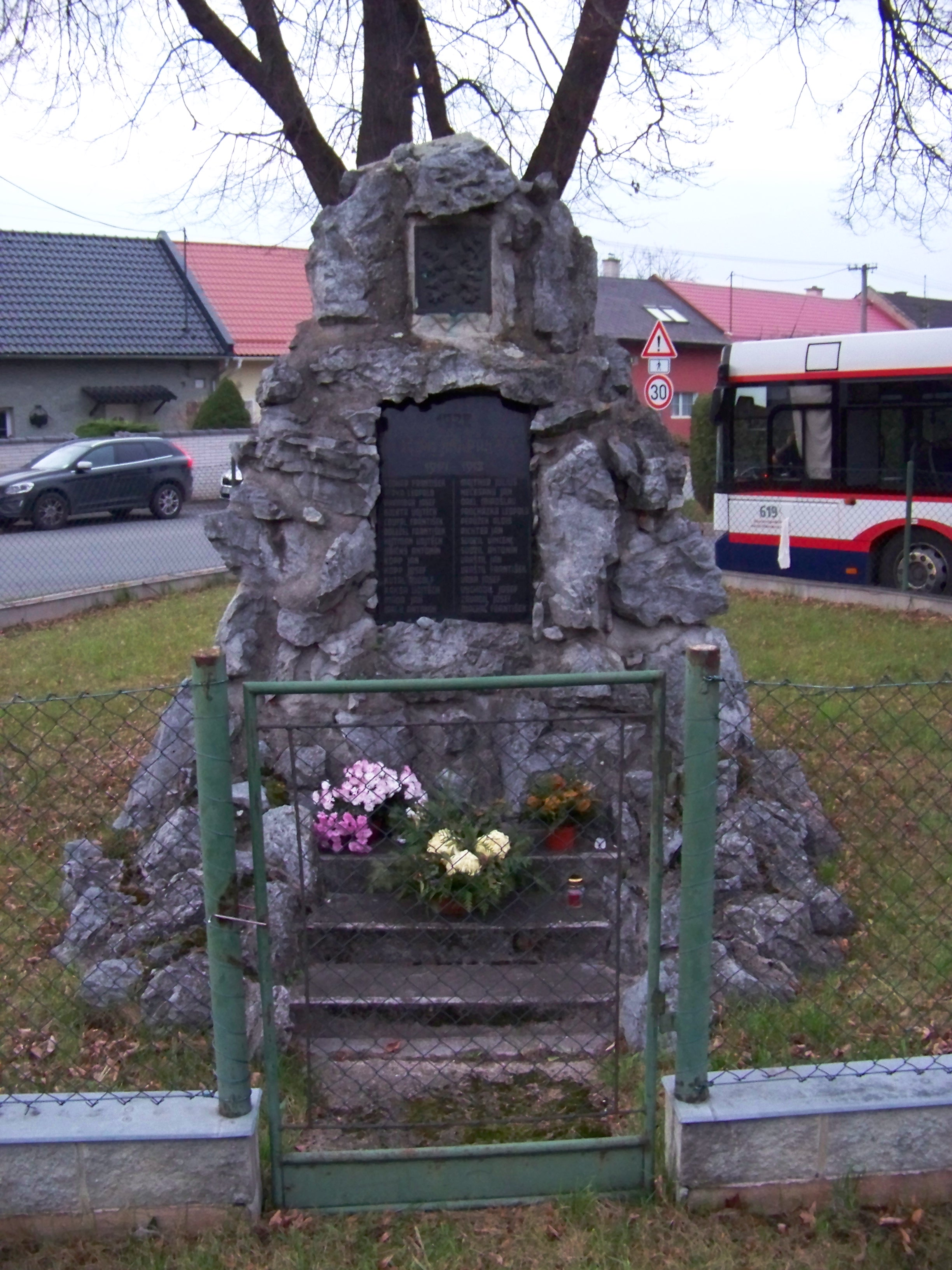
Pomník padlým
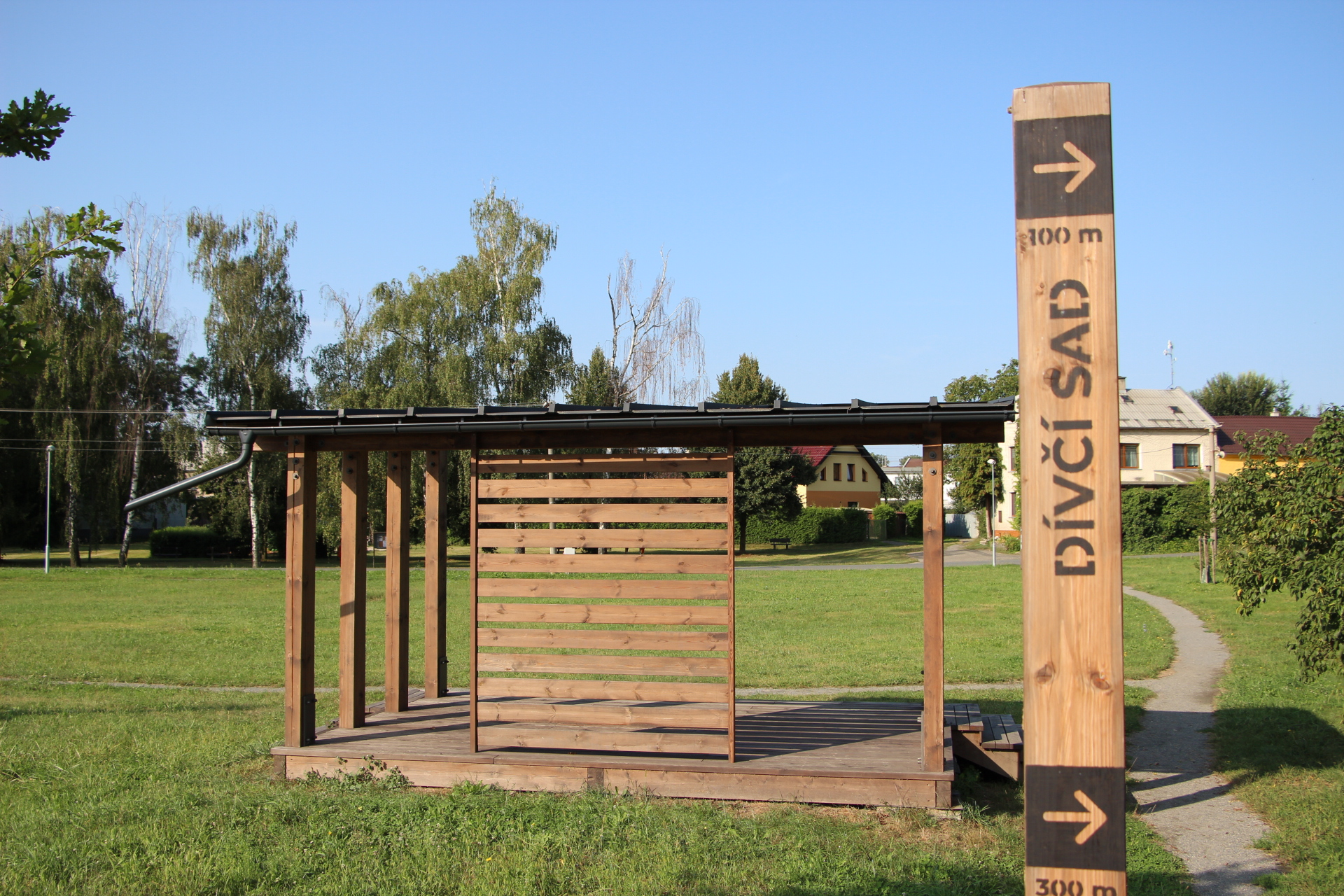
Altán na návsi Koperník
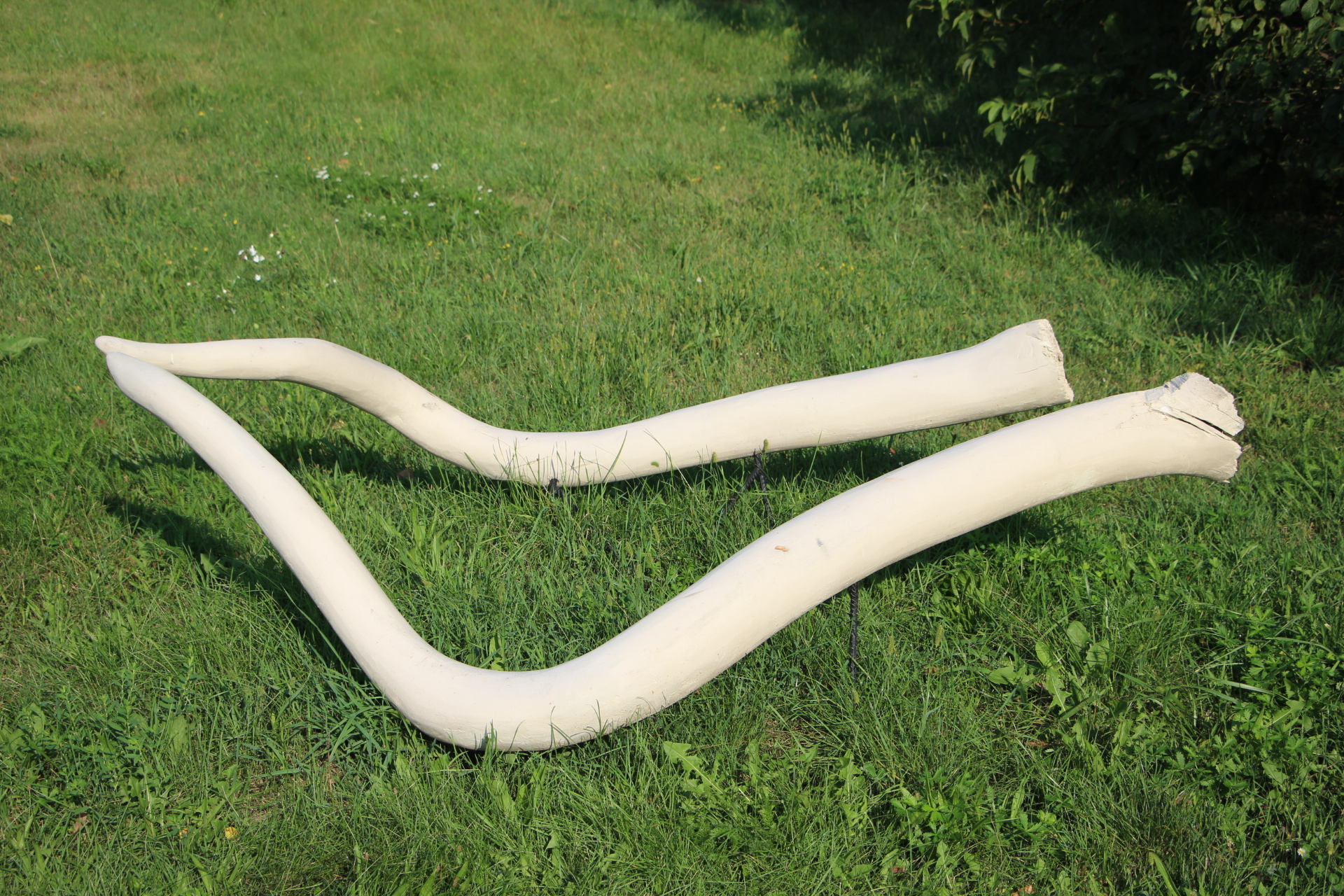
Socha na návsi Koperník
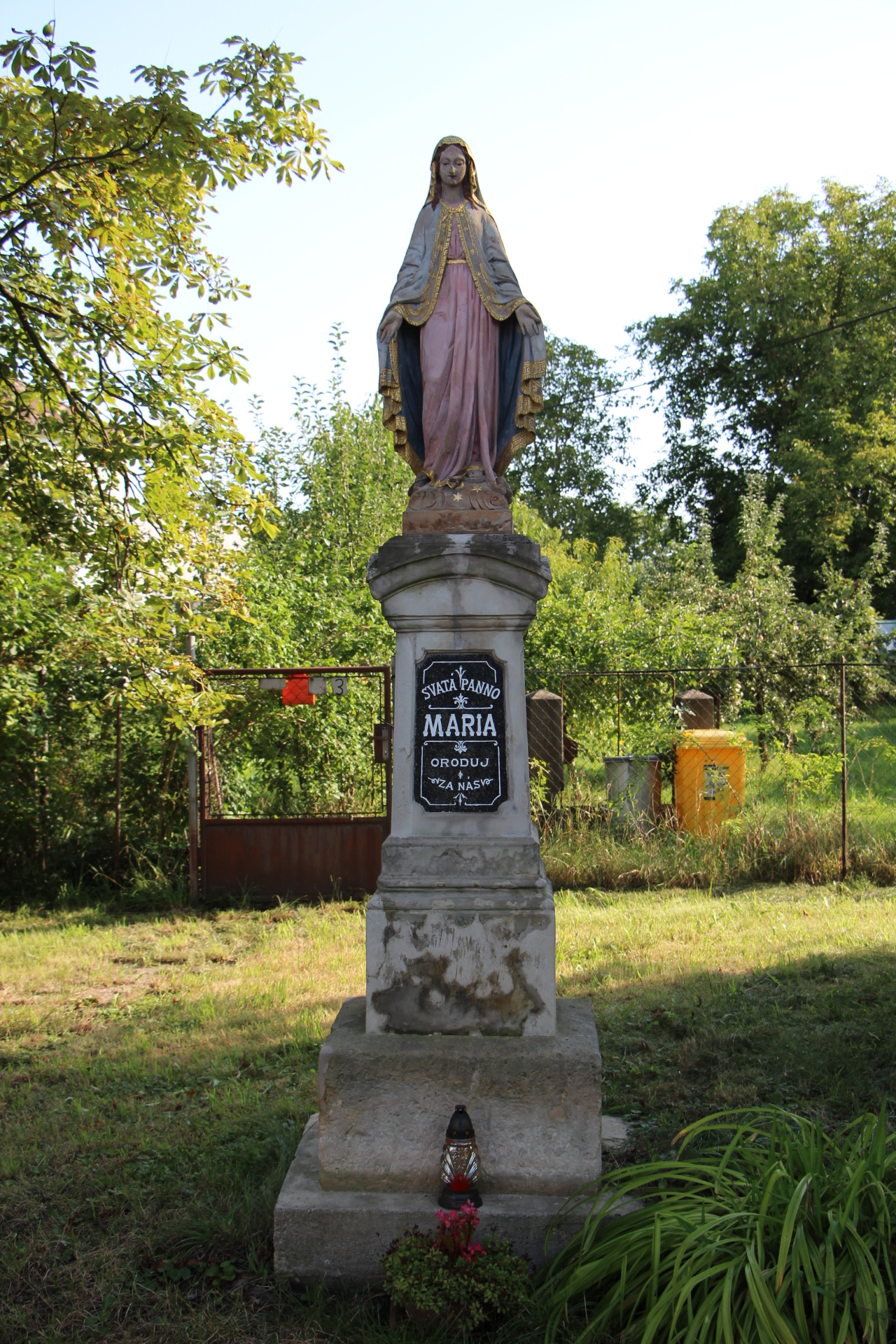
Socha panny Marie
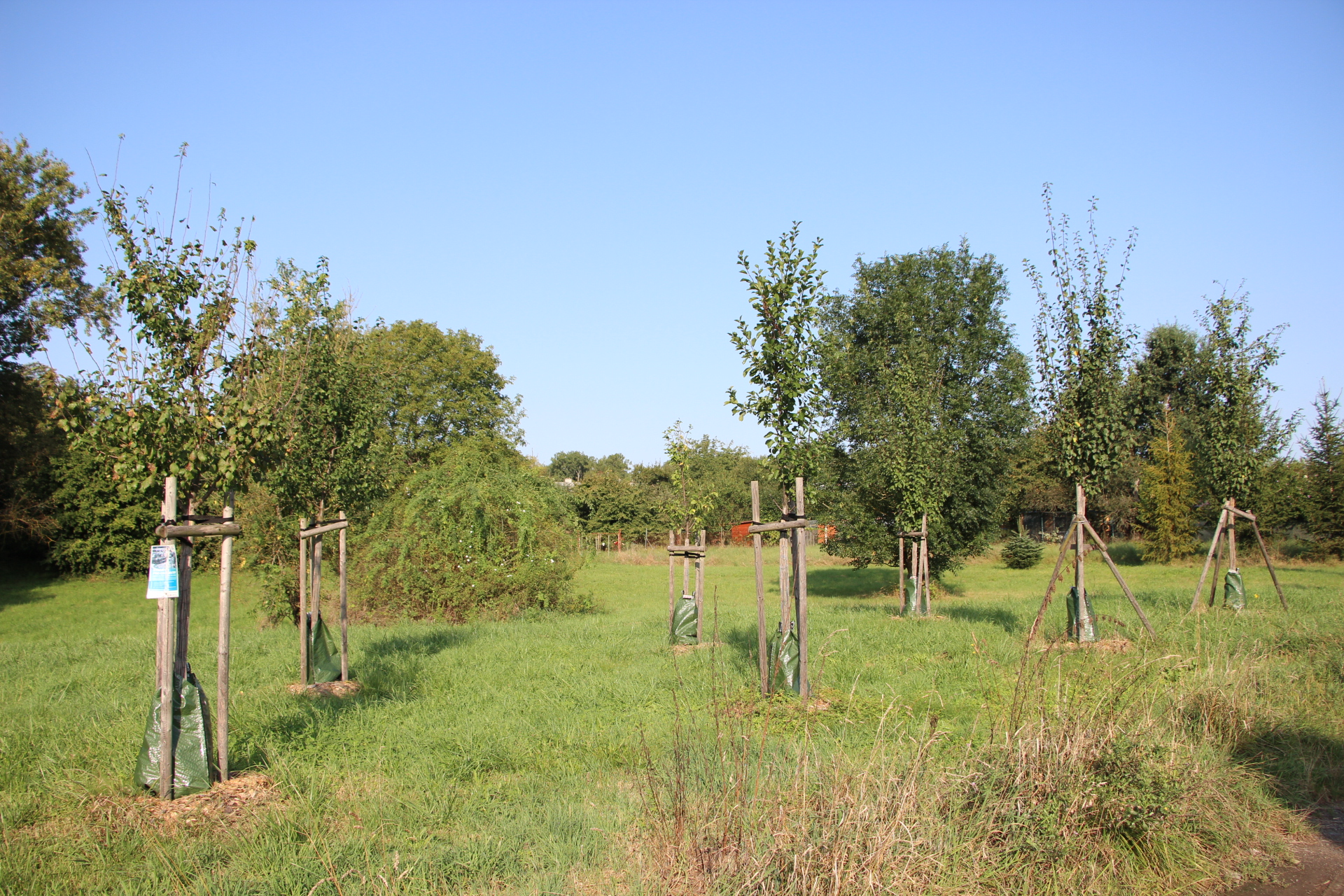
Dívčí sad
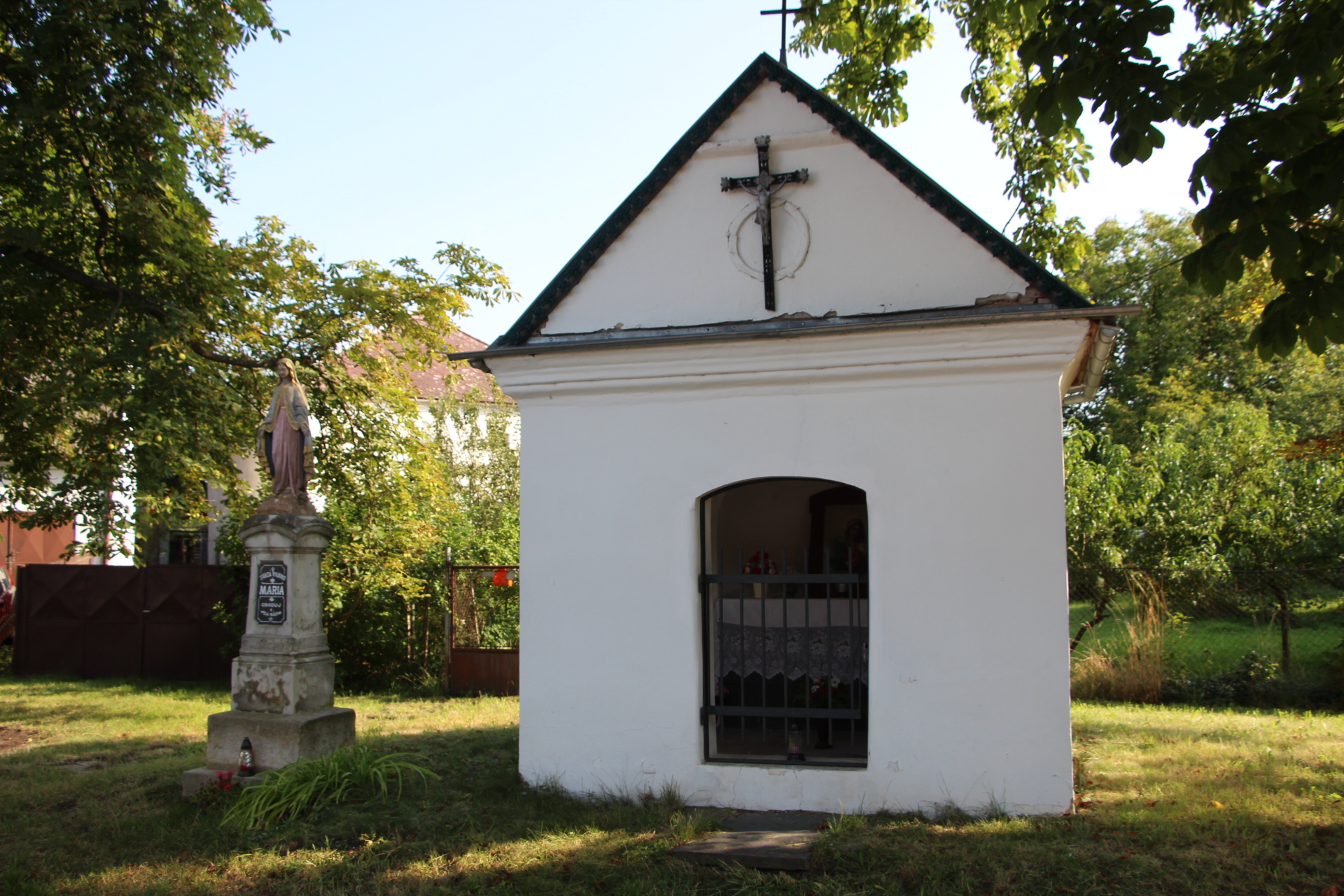
Kaple Navštívení Panny Marie
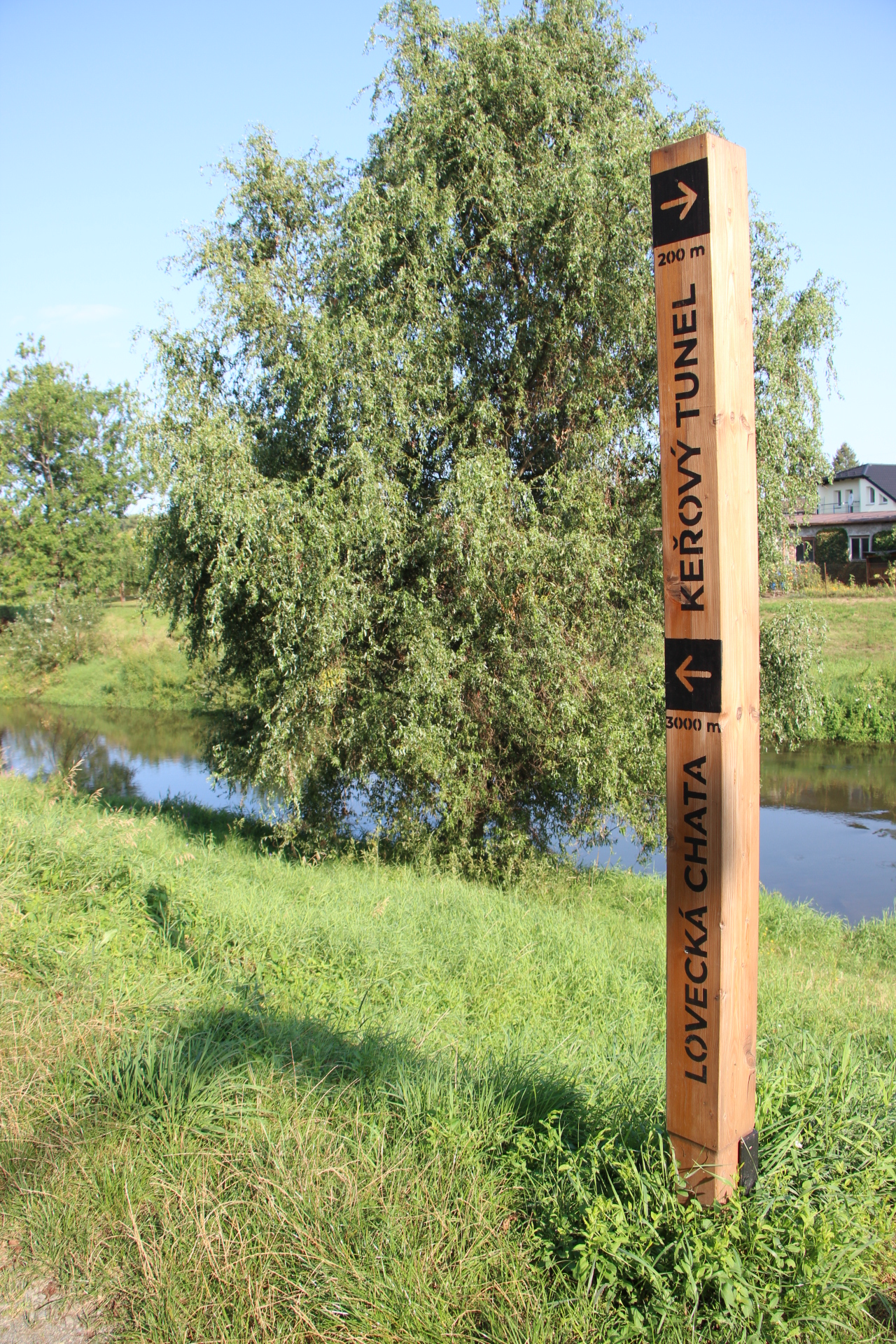
Vycházková trasa v Chomoutově
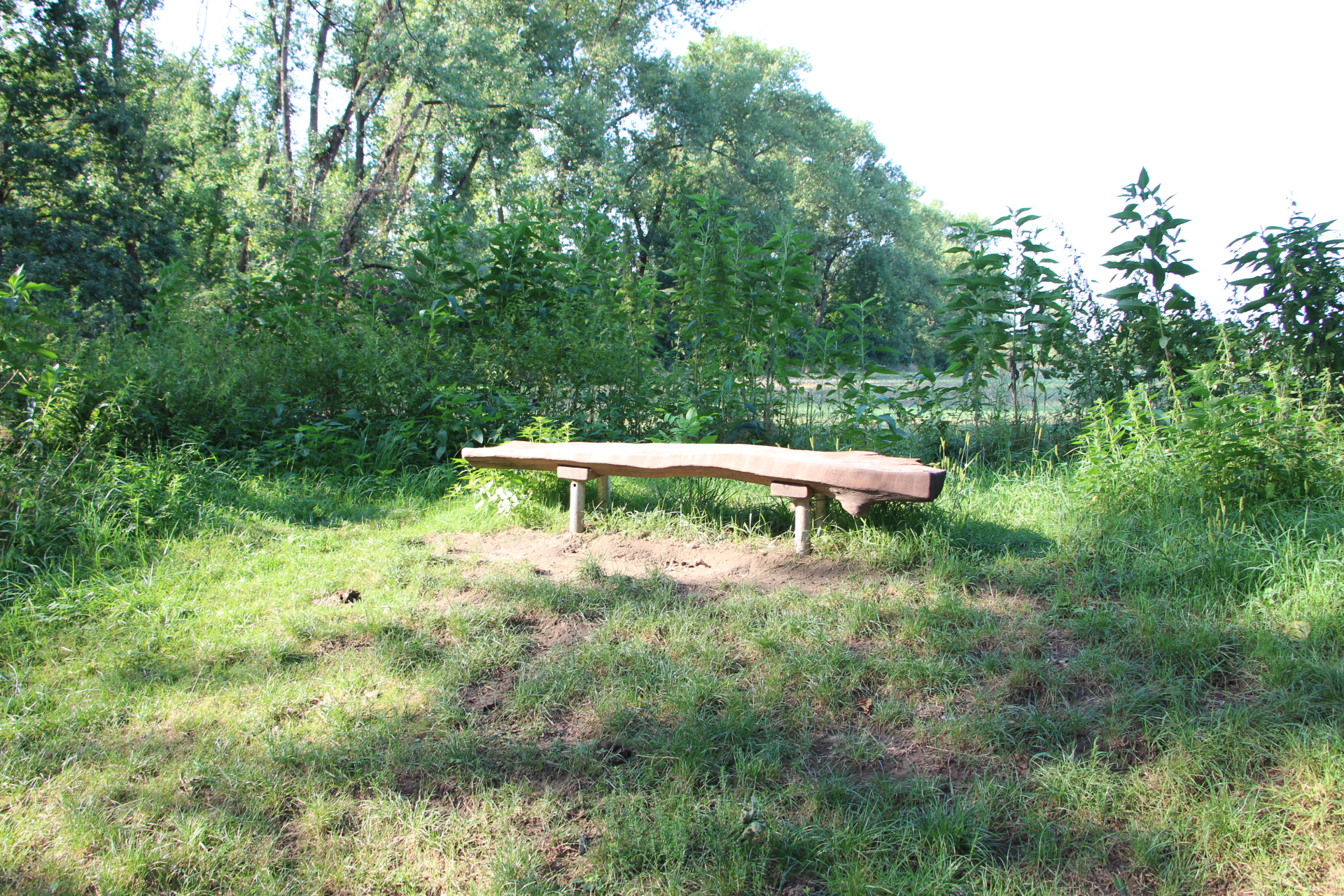
Vycházková trasa v Chomoutově
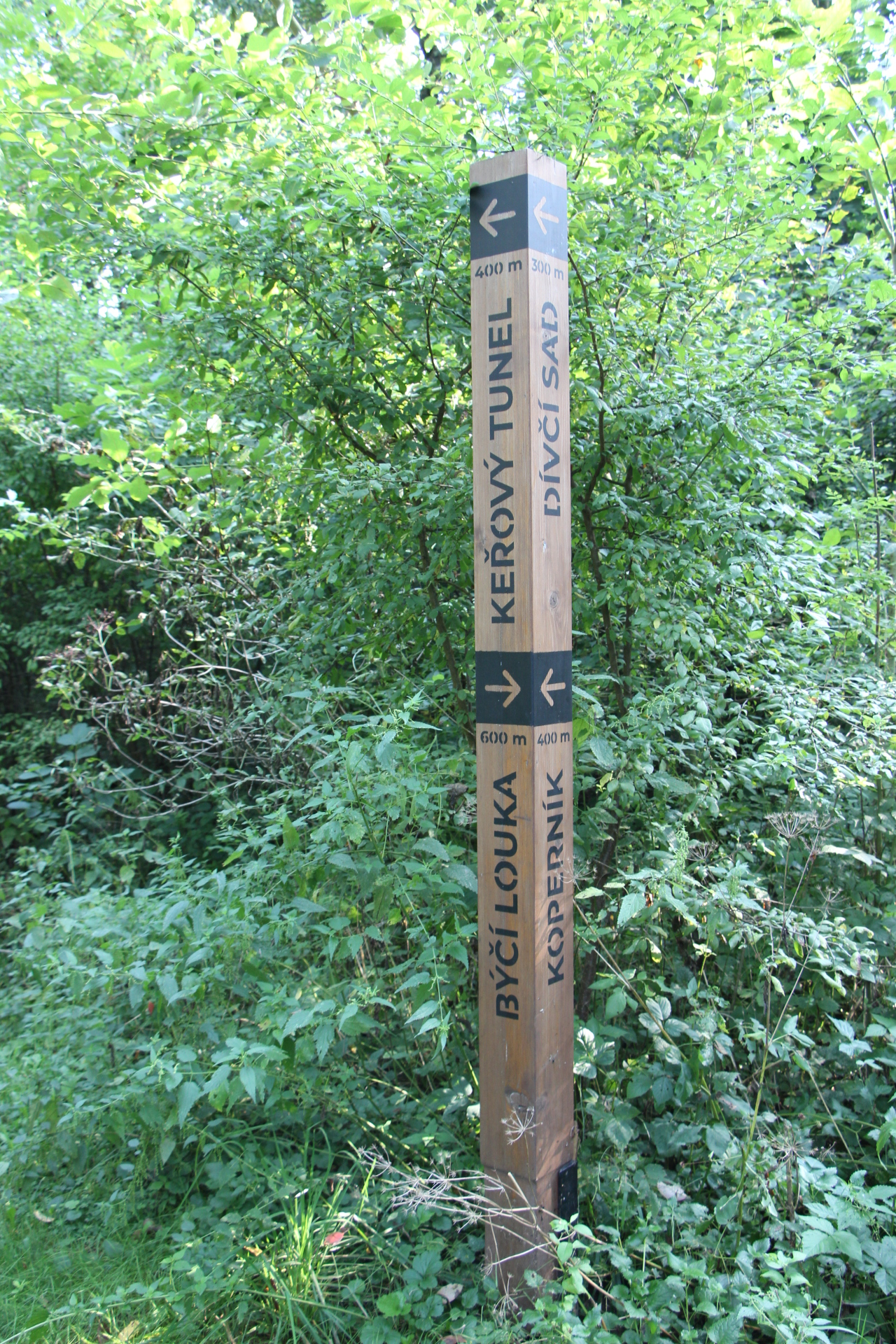
Vycházková trasa v Chomoutově
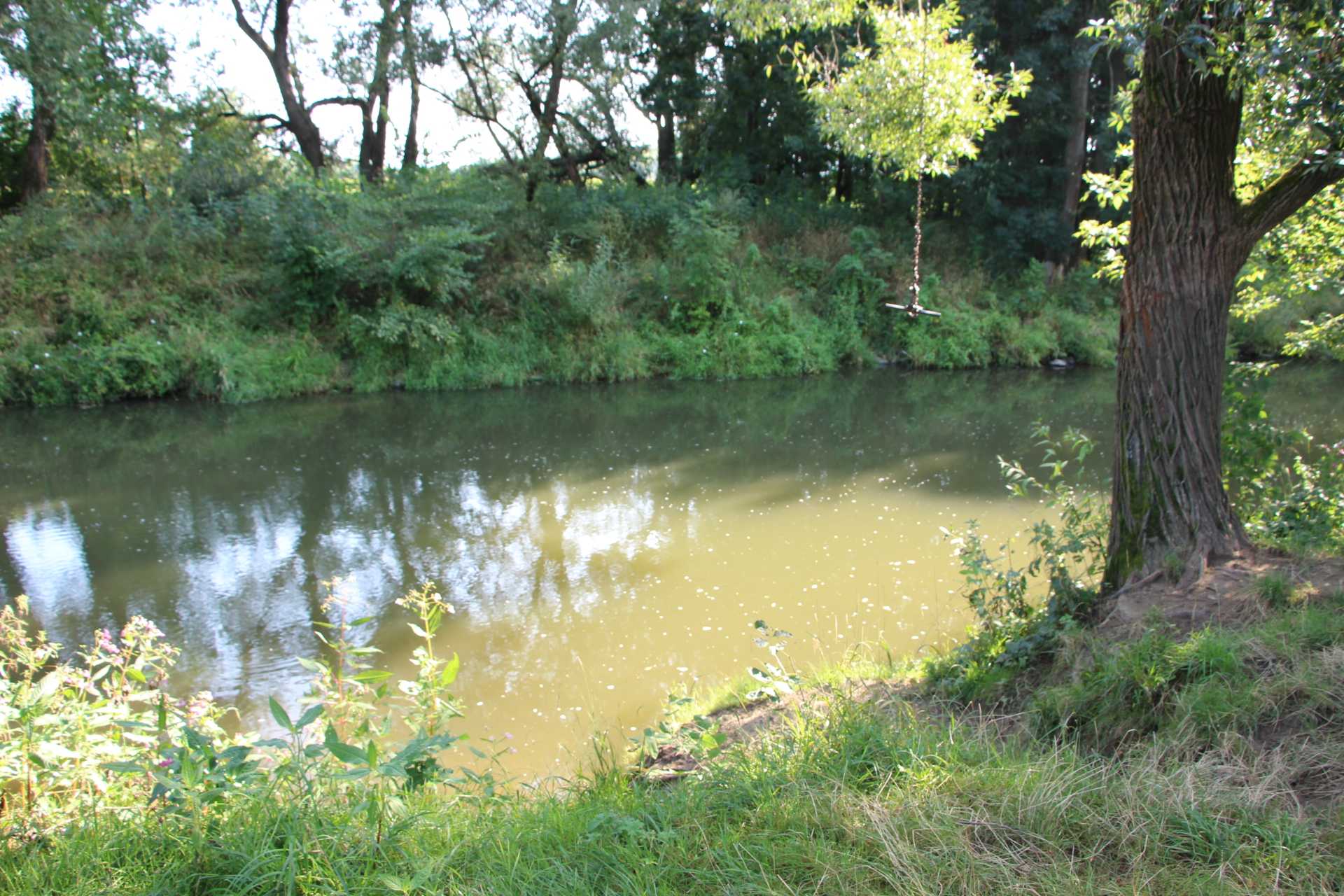
Houpačka u Moravy v Chomoutově
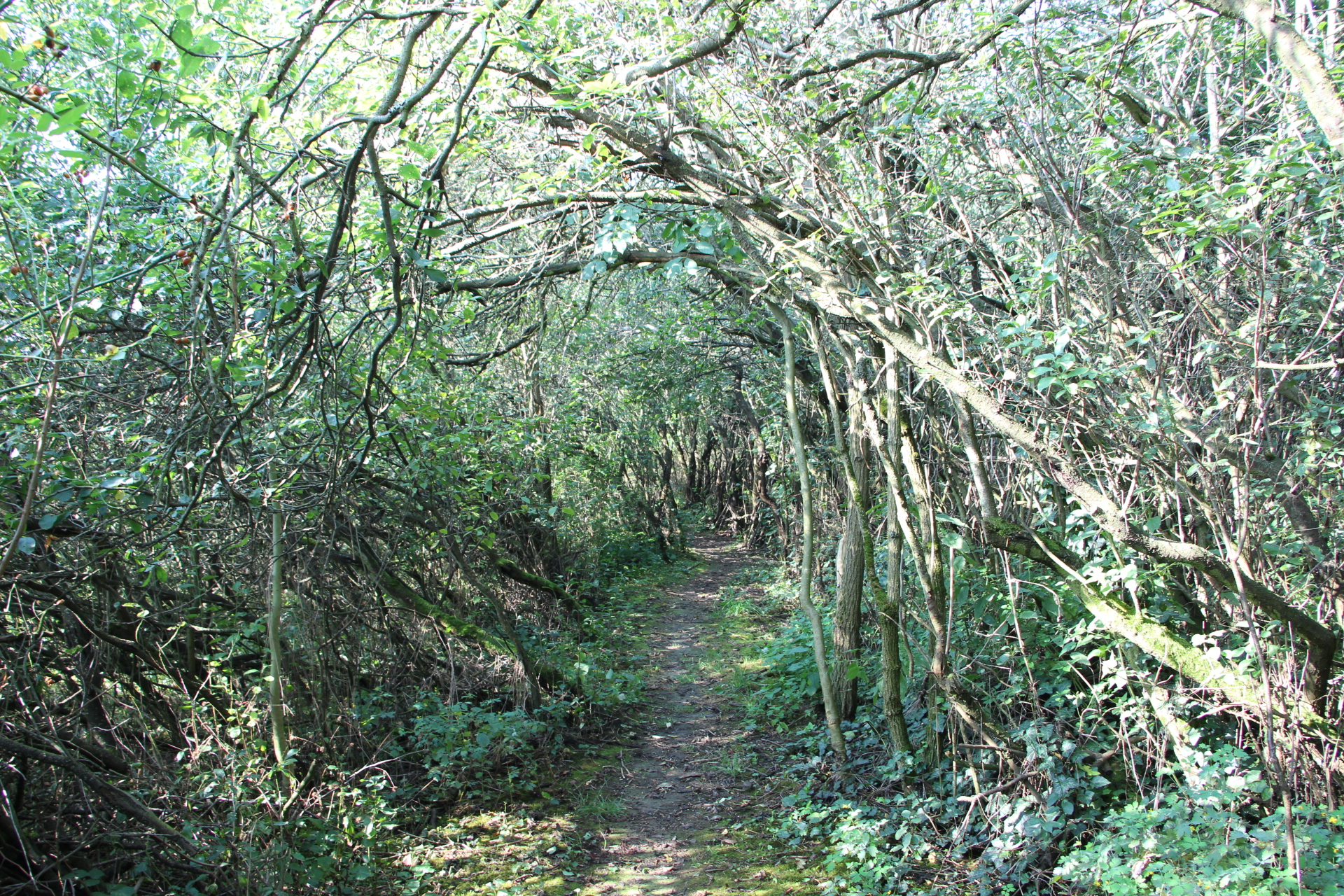
Keřový tunel v Chomoutově
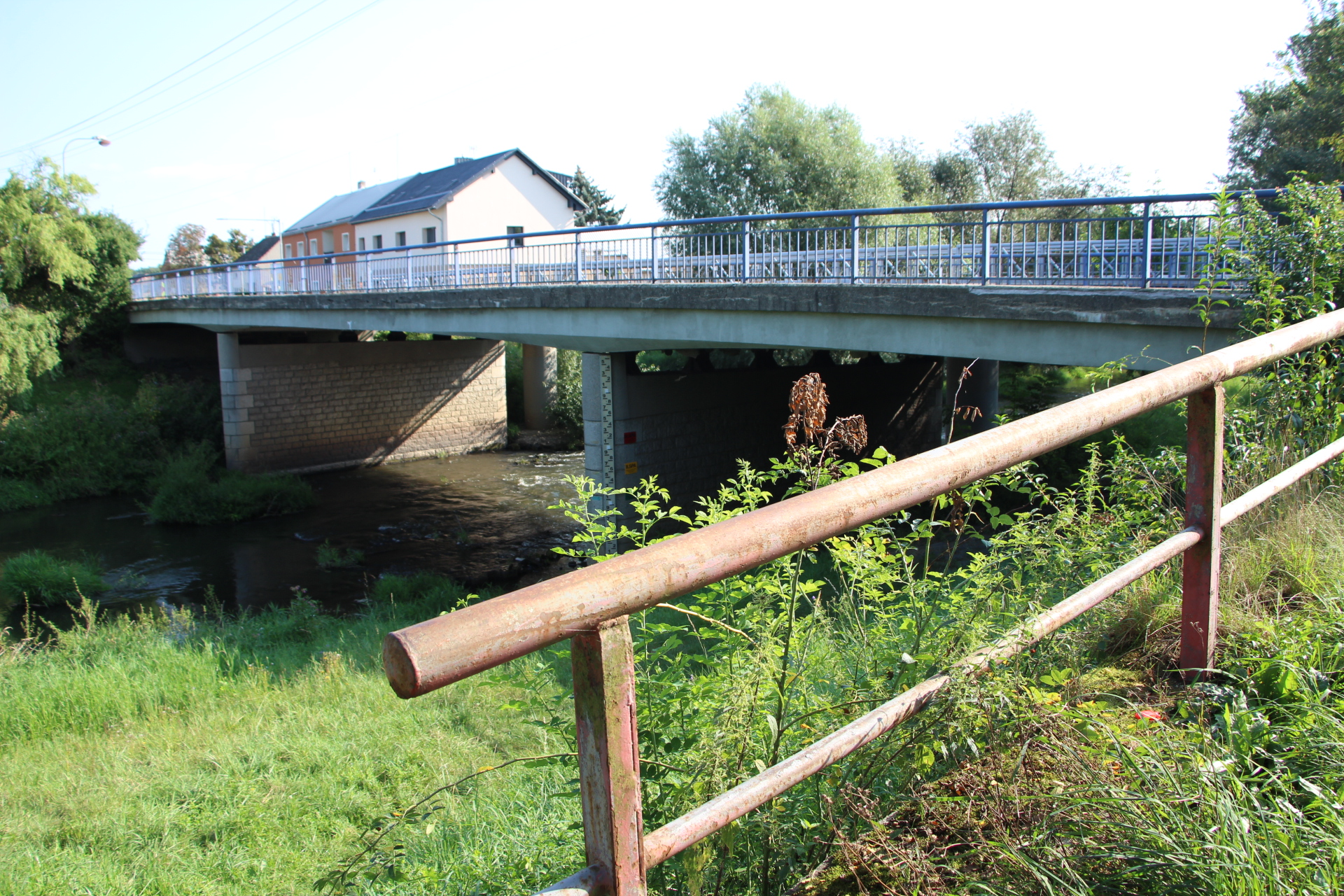
Most v Chomoutově
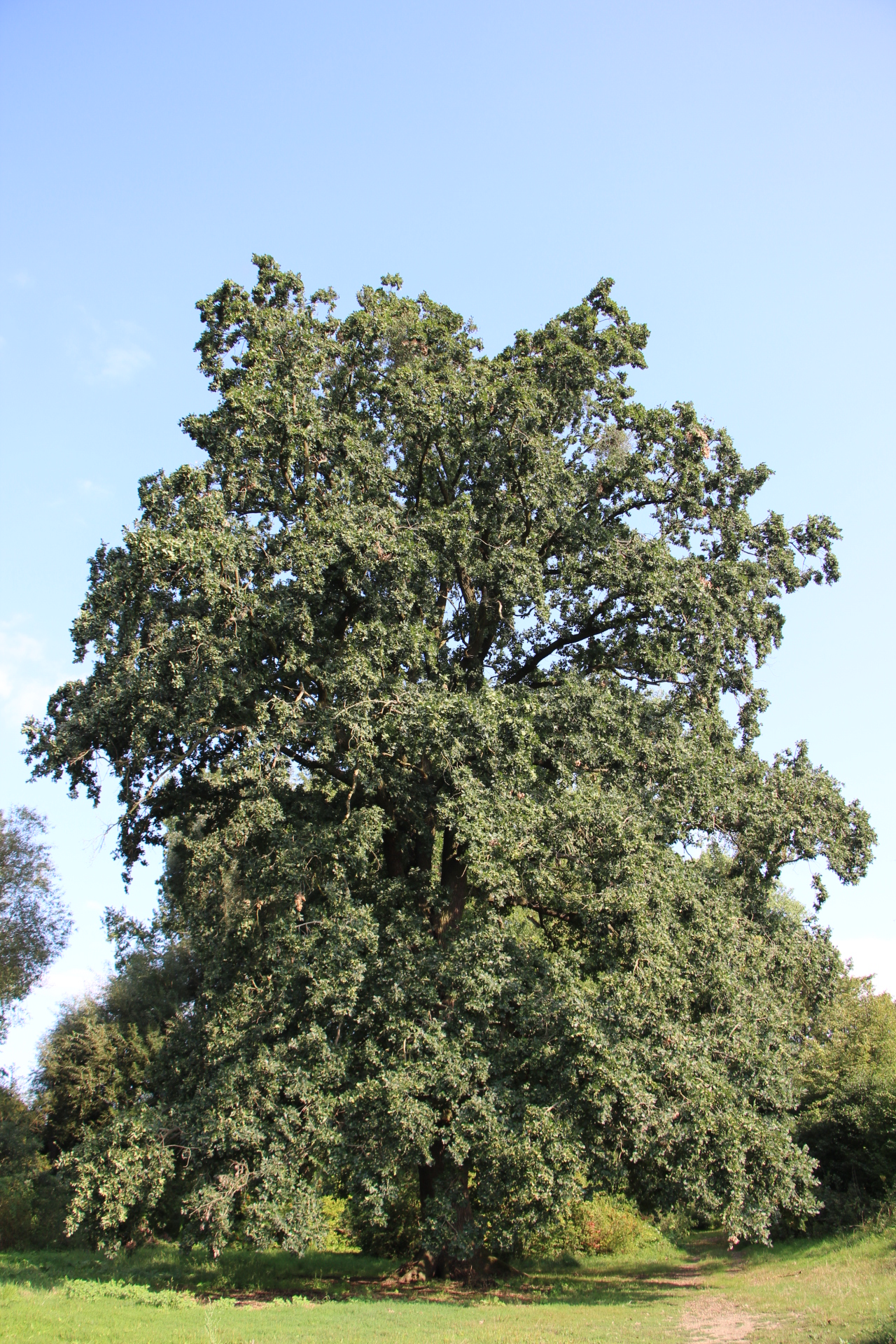
Novákův dub v Chomoutově
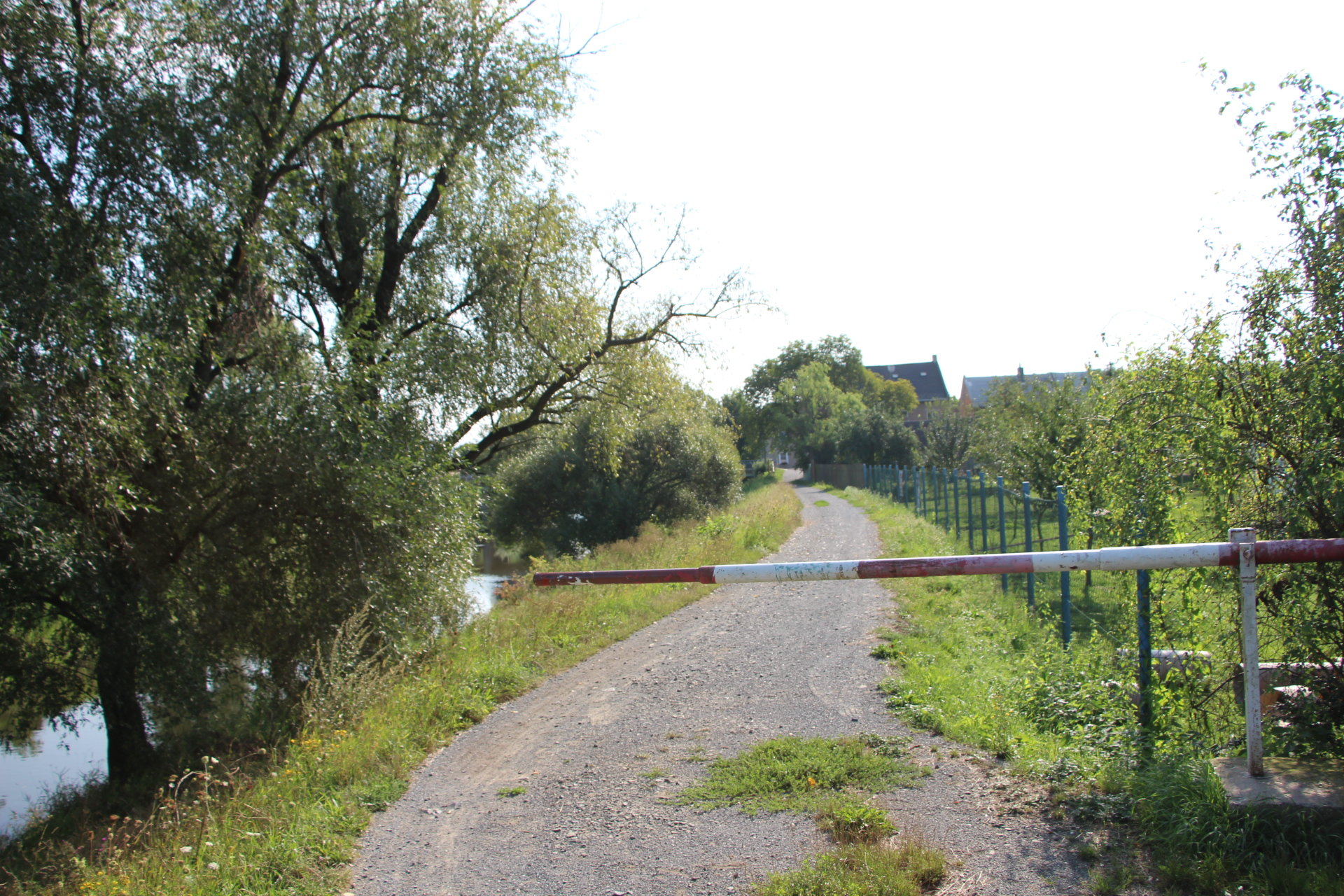
Hráz v Chomoutově
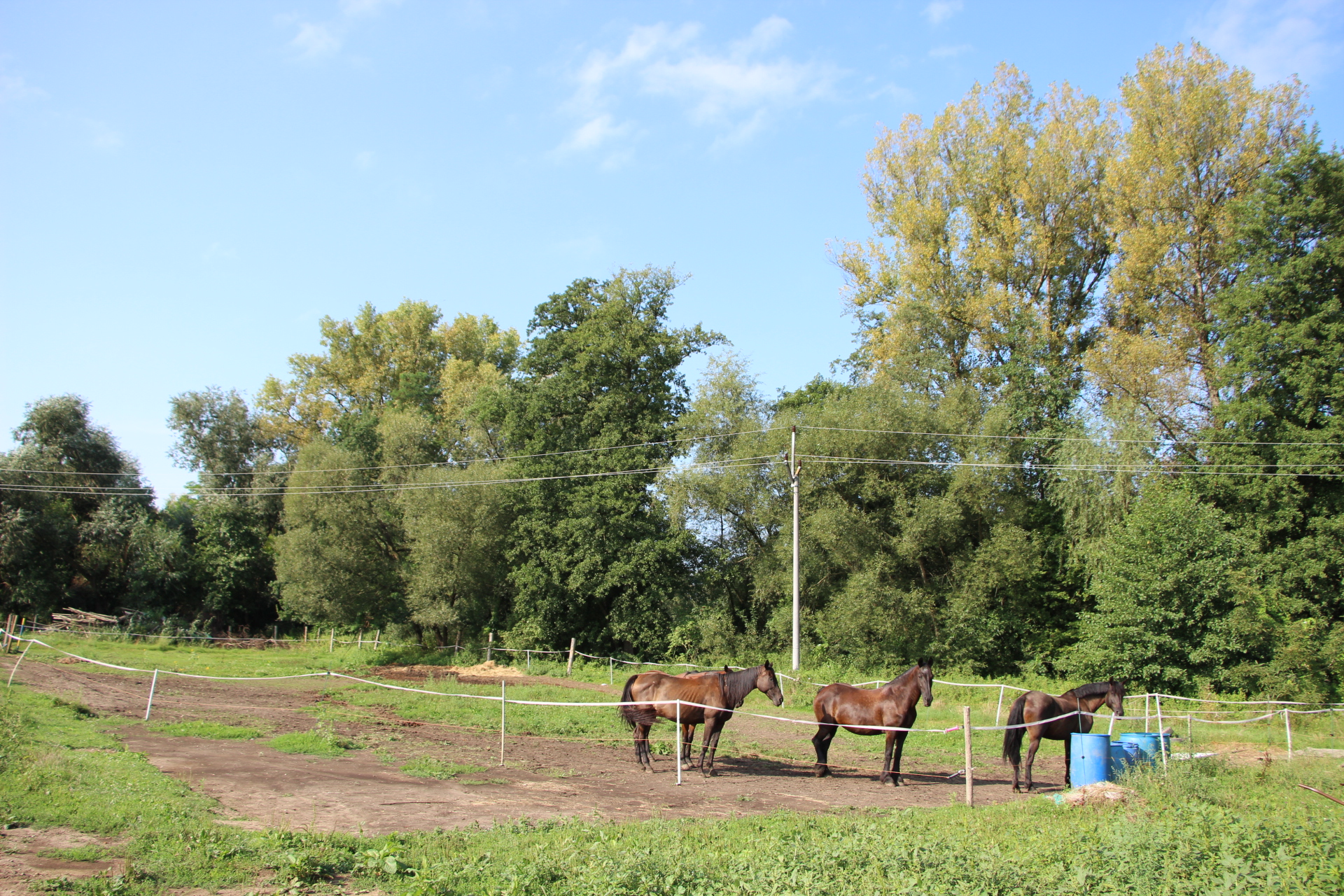
Stáje v Chomoutově
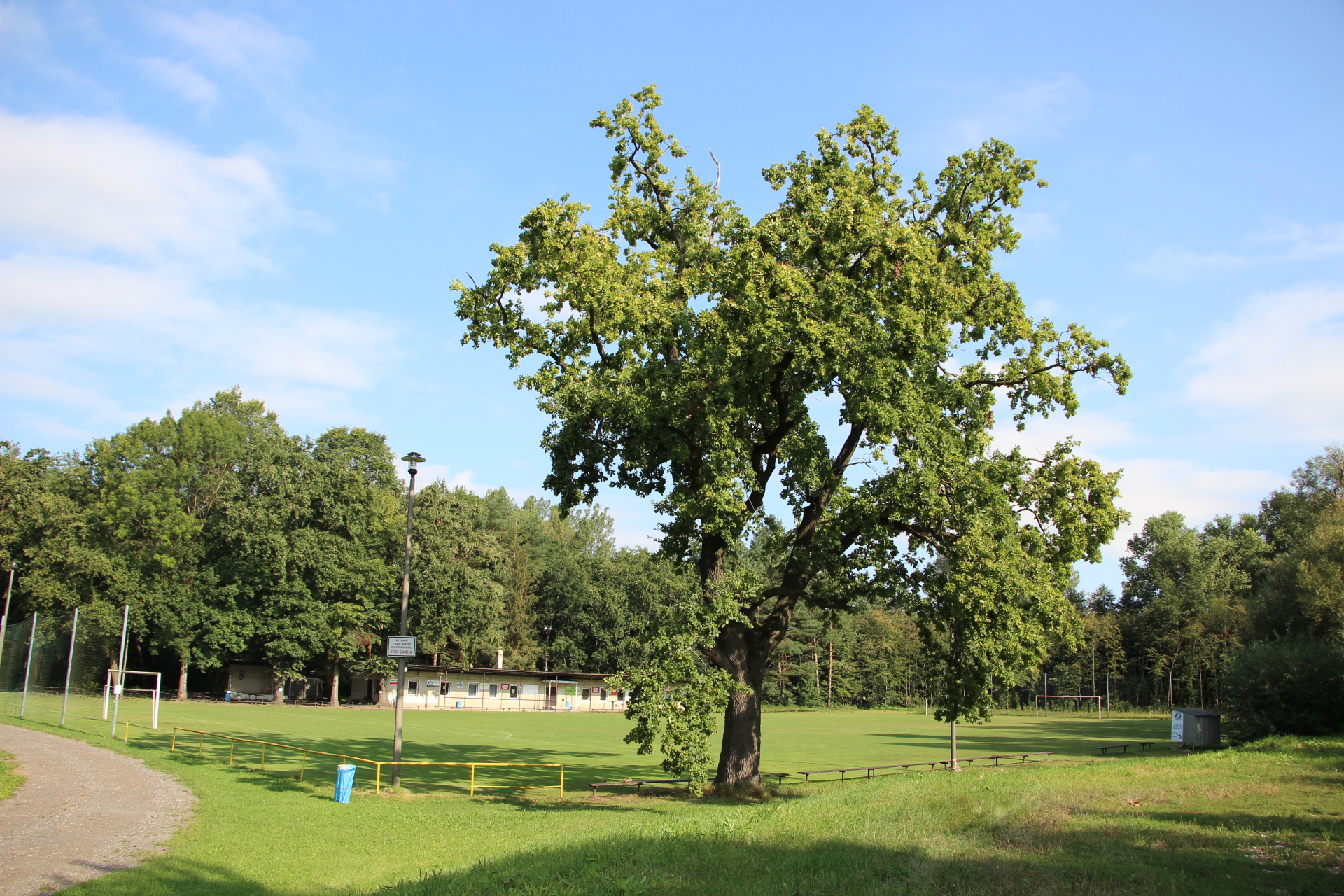
Hřiště v Chomoutově
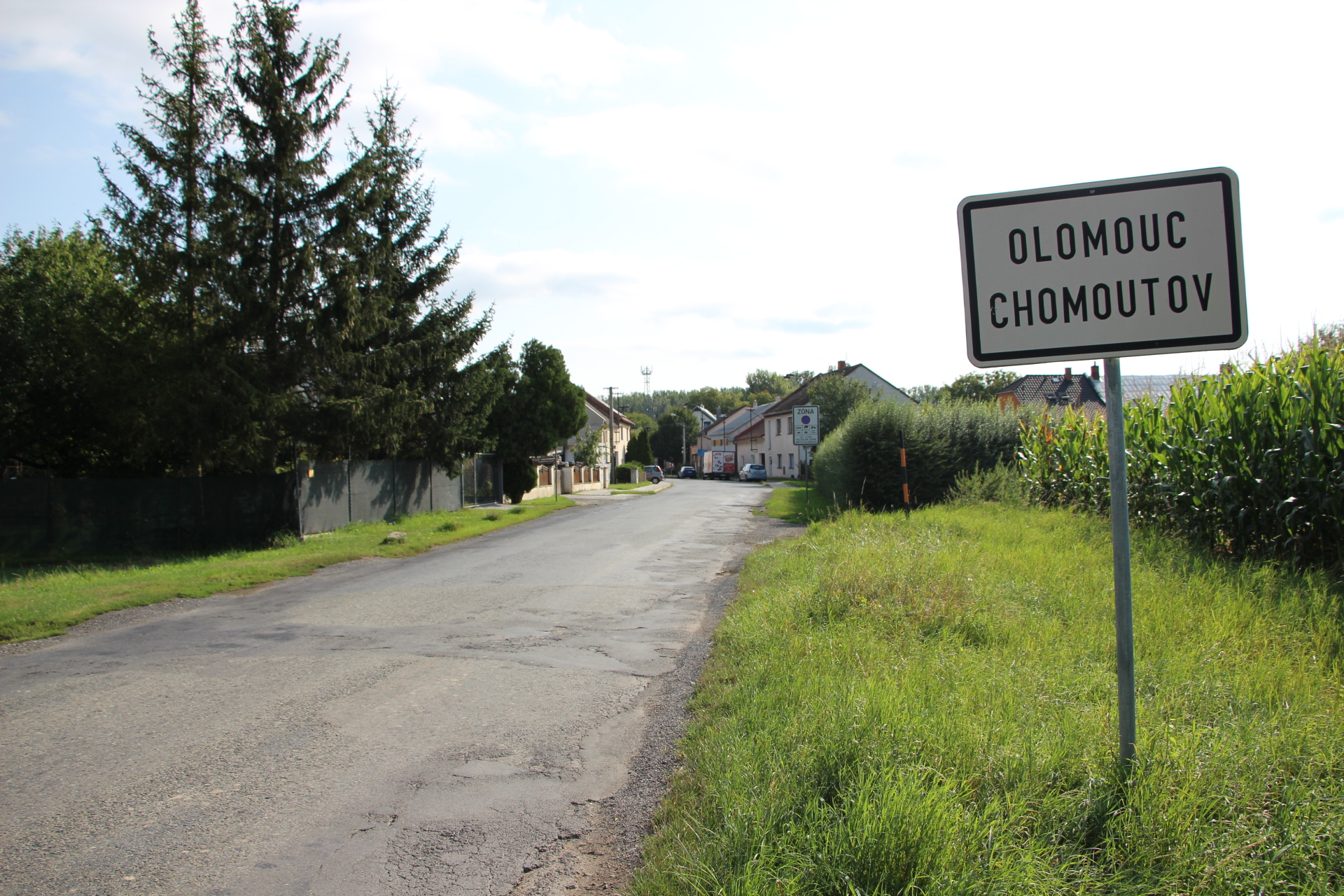
Vjezd do Chomoutova
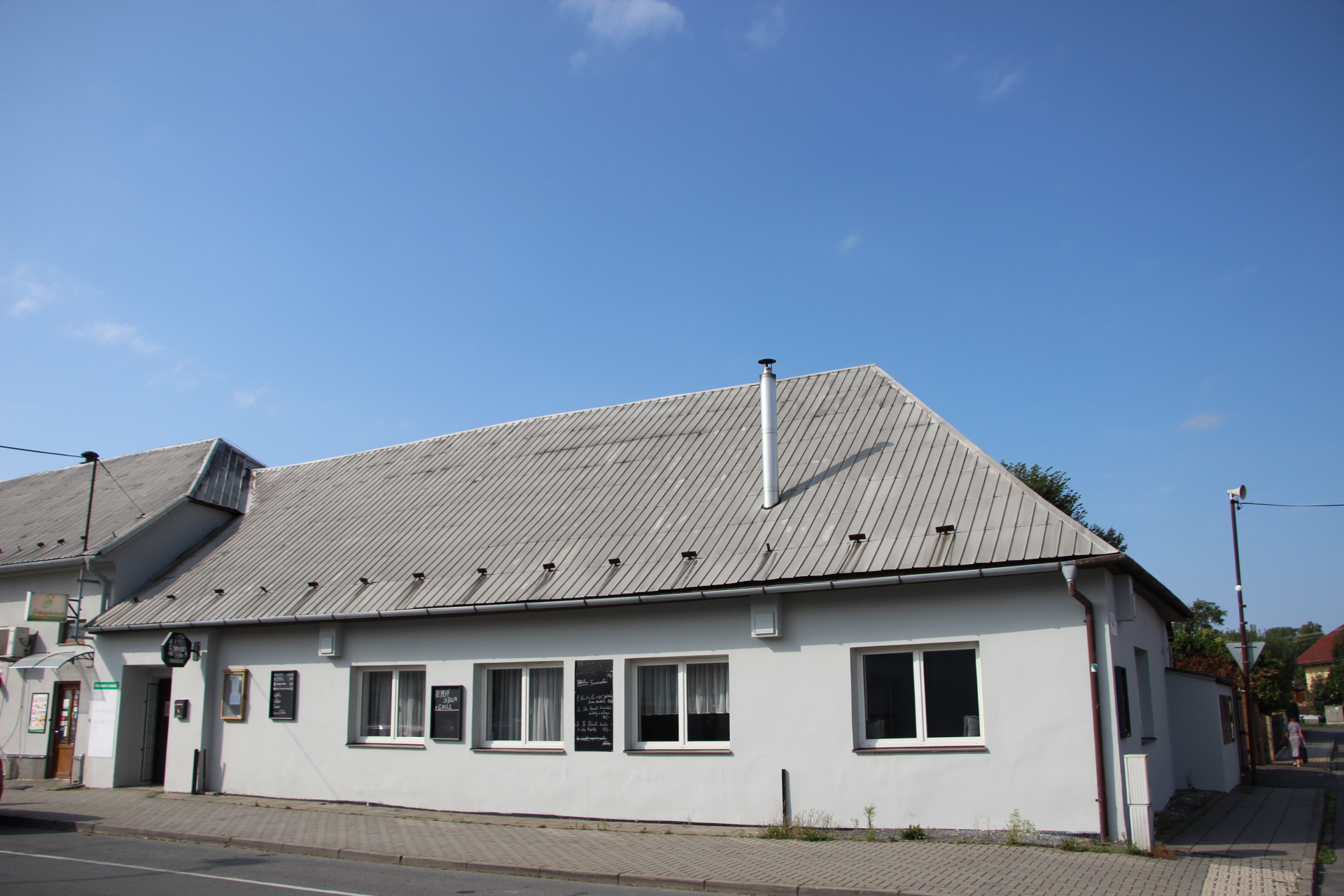
Hospoda v Chomoutově